# Domaine Weinbach
Le domaine Weinbach est un domaine viticole dans le village de Kaysersberg vignoble dans le Haut-Rhin en Alsace.

## Historique
Les terres de l'actuel domaine Weinbach furent incluses dans une donation de l'impératrice sainte Richarde à l'abbaye d'Étival en 890. La première mention écrite Weinbach apparaît en janvier 1304. La première mention ayant trait au vin apparaît en 1363 suivie de ces mots « fins gourmets » attestant de la qualité des vins reconnue déjà par les moines de l'abbaye d'Étival. À l'époque, le Weinbach est une ferme, un lieu de passage, où se déroulent les transactions entre les abbés et les paysans locaux et seule une petite chapelle à l'usage unique des moines existe. Il est aussi le siège d'une forme de cours de justice « Waldgericht » qui juge les délits commis dans la forêt du « Dreiteilwald ».

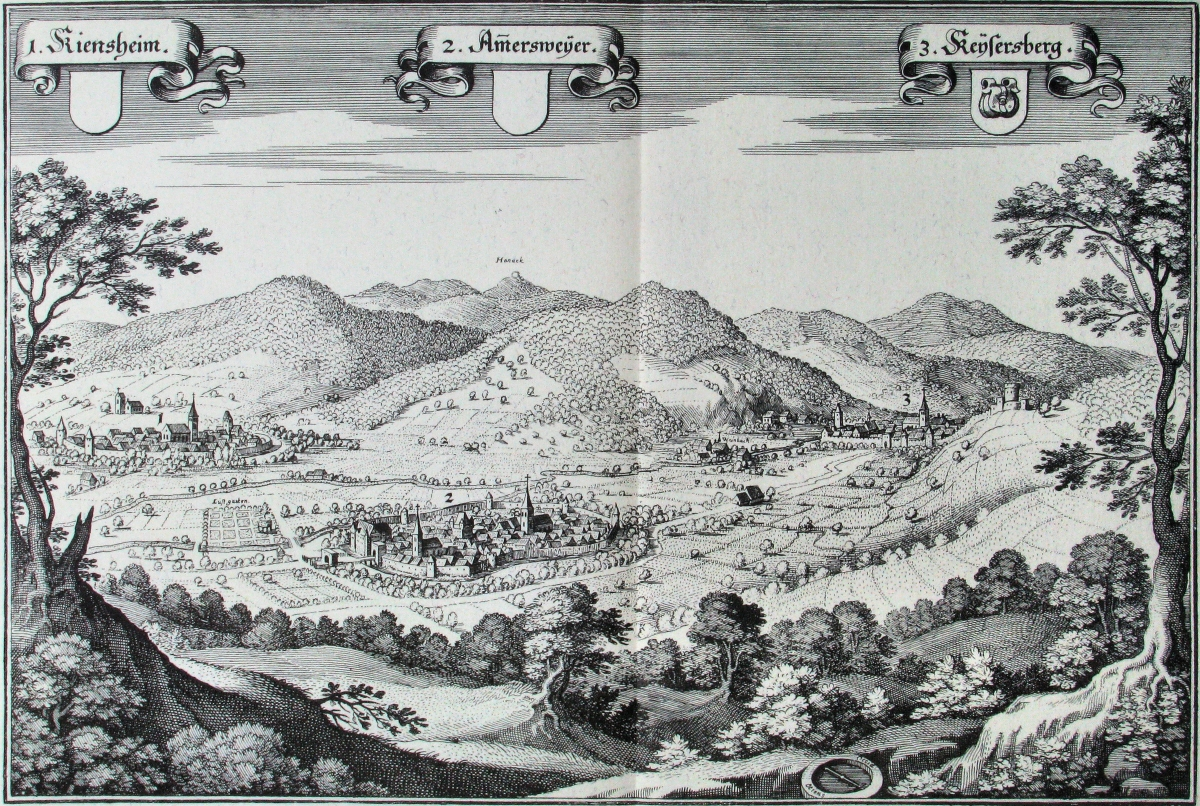
Gravure de Merian en 1644 où l'on peut voir le domaine Weinbach

Les moines capucins s'installent au voisinage de la ferme du Weinbach au début du XVIIe siècle en 1612 sur un terrain qui leur est généreusement cédé par l'abbaye d'Étival. Ces derniers leur offrent aussi une dotation qui couvre la construction du couvent et de l'église, consacrée le 28 octobre 1619. S'adjugeant la sympathie et le soutien des populations locales, les moines prospèrent jusqu'à la Révolution.
En 1765, Jean Bernard Albert vient s'installer à Colmar en qualité d'avocat. Il devient en 1775 locataire du domaine Weinbach et assure les fonctions de fermier général. À la Révolution, les moines sont expulsés du domaine et les biens sont mis en vente au titre de bien national servant à renflouer les caisses de l'État. M. Albert se porte acquéreur et obtient la partie appartenant à l'abbaye d'Étival en 1791. Le couvent des capucins, quant à lui, est attribué à un docteur de Kaysersberg, M. Meyer. Durant les années qui suivirent M. Albert se lie d'amitié avec François Joseph de Boecklin de Boecklinsau, qui épouse sa fille, Marie Anne Elisabeth Albert en 1790. M. Albert vend ensuite le domaine Weinbach à son gendre pour la somme de 50 000 livres.
François Joseph de Boecklin de Boecklinsau est ambitieux et veut étendre sa propriété. Il se porte acquéreur des champs environnant le Weinbach, puis en 1809, il obtient l'ancien couvent des capucins lors d'un échange de terres avec le docteur Meyer. C'est également en 1809 que le domaine est entièrement clôturé suivant le même tracé qu'aujourd'hui. À sa mort en 1844, M. de Boecklin de Boecklinsau possédait un important patrimoine immobilier, comprenant notamment 4,13 hectares de vignes.
Le 11 juillet 1898, Louis Théodore Faller et son frère Jean Baptiste, tous deux tanneurs à Kaysersberg achètent le domaine Weinbach. À la suite de l'incendie de leur tannerie en 1904, les deux frères portent leurs efforts sur le développement du vignoble et du domaine. Théo Faller, fils de Louis Théodore et mari de Colette Faller, reprend par la suite la direction de l'exploitation et participa activement à l'ascension de celui-ci. À son décès en 1979, sa femme Colette et ses deux filles Catherine et Laurence reprennent la gestion du domaine.

## Vignoble
Le vignoble du Weinbach occupe actuellement 28,5 hectares en production comprenant les cépages riesling, gewurztraminer, pinot gris, pinot noir, auxerrois, sylvaner, pinot blanc, chasselas, muscat ottonel et muscat blanc à petits grains. Le domaine exploite des vignes situées sur quatre grands crus, à savoir le Schlossberg, le Furstentum, le Mambourg, le Marckrain. L'ensemble du vignoble est cultivé selon les principes de l'agriculture biologique depuis 1990 (certifié Ecocert[réf. souhaitée]). Depuis 2005, l'intégralité des travaux au vignoble et à la cave suivent les préceptes de la biodynamie (certifié Demeter).

## Vins
Les vendanges au domaine Weinbach sont effectuées entièrement à la main. Les raisins sont rapidement pressés pour éviter toute altération de la vendange et les jus sont fermentés dans des foudres de plusieurs milliers de litres (jusqu'à 6 500 litres). Après la fermentation alcoolique, un minimum d'interventions ont lieu.[réf. nécessaire]
Les vins du domaine Weinbach font partie des grands vins d'Alsace,. Les Riesling du grand cru schlossberg sont reconnus pour leur acidité et leurs arômes floraux, ils obtiennent des notes de dégustation élevées auprès des professionnels. Les Gewurztraminer du grand cru furstentum et du grand cru mambourg sont également reconnus,,. Le domaine produit également des vins issus de vendanges tardives et de sélections de grains nobles.